# Corocoro (Insel)
Corocoro ist eine 690 km² große Insel im Mündungsgebiet des Barima River an der Grenze von Guyana (Region Barima-Waini) und Venezuela (Bundesstaat Delta Amacuro). Die sich von Nordwest nach Südost erstreckende Insel wird im Westen, Norden und Nordosten vom Atlantischen Ozean begrenzt, im Süden vom Hauptarm des Barima und im Osten von einem kleinen Nebenarm dieses Flusses.
Ein schmaler Streifen von 78 km² (= 11 % der Gesamtfläche), der sich entlang des südöstlichen Teils der Atlantikküste erstreckt, gehört zu Guyana; 89 % der Insel gehören zu Venezuela. Wie der gesamte Westen Guyanas wird auch der guyanische Anteil an Corocoro von Venezuela beansprucht.